# Leszek Talko (1916-2003)
Pour les articles homonymes, voir Leszek Talko.
Leszek Talko, né le 9 novembre 1916 à Bobrujsk (alors dans l'Empire russe, aujourd'hui en Biélorussie), mort le 22 juillet 2003 à Paris, est un journaliste et écrivain polonais installé en France, directeur de la Bibliothèque polonaise de Paris, président de la Société historique et littéraire polonaise, rédacteur en chef de la section polonaise de RFI.

## Biographie
Leszek Talko commence des études de droit à l'Université de Varsovie, mais du fait de la Seconde Guerre mondiale, il ne peut les terminer.
Après avoir combattu en septembre 1939 contre les Allemands en Pologne, il rejoint la France, arrivant en janvier 1940 à Marseille. Il s'engage dans l'armée polonaise en France. Il fréquente l'École militaire de Coëtquidan.
Après la défaite de 1940, il participe à la Résistance puis s'évade de France en novembre 1942 par Andorre, l'Espagne et le Maroc. Dans ces deux pays, il est emprisonné. Il parvient à Gibraltar en septembre 1943. Arrivé au Royaume-Uni, il s'engage dans la Première Division Blindée du général Maczek. Il participe à la libération de la Normandie, et de la Belgique et des Pays-Bas.
Après la guerre, il reprend des études de sciences politiques et de journalisme à l’Université libre de Bruxelles et à Oxford.
Il reste en exil et participe activement à la presse polonaise libre en Occident. Il est journaliste au mensuel « Głos Pracy » (La Voix du travail, 1945-1959, dirigée par Stefan Jesionowski et Witold Grochowski), organe des syndicats libres polonais soutenus par Force ouvrière et un des animateurs du journal du Parti socialiste polonais en émigration « Robotnik » (L'Ouvrier) - dont il est finalement rédacteur en chef de 1973 à la disparition du titre en 1990.
De 1984 à sa mort, il préside la Communauté franco-polonaise.
Il dirige également de 1969 à sa retraite la section polonaise de RFI.
Il assure de 1992 à 1999 la direction de la Bibliothèque polonaise de Paris et, de 1994 à sa mort, la présidence de la Société historique et littéraire polonaise.
Sa dépouille mortelle est incinérée, puis inhumée le 30 juillet 2003, au cimetière polonais de Montmorency (où sont enterrés entre autres Adam Mickiewicz, Olga Boznańska, Aleksander et Ola Wat).